# 4871 Ріверсайд
4871 Ріверсайд (4871 Riverside) — астероїд головного поясу, відкритий 24 листопада 1989 року.
Тіссеранів параметр щодо Юпітера — 3,612.